# Limite dextrinase
La limite dextrinase, ou dextrinase limite, est une glycoside hydrolase qui catalyse l'hydrolyse des liaisons osidiques α-D-(1→6) de l'amylopectine et du pullulane ainsi que des dextrines limites α et β d'amylopectine et de glycogène.
Cette enzyme est également présente chez les plantes, où elle a une activité faible ou nulle sur le glycogène.  Son action est incomplète sur l'amylopectine mais est complète sur les dextrines limites α.  Le plus petit glucide qu'elle peut libérer à partir d'une liaison α-(1→6) est le maltose.